# Wincenty Aniołkowski
Wincenty Aniołkowski (właśc. Karolczyk) pseud. Anatol, Uspieński, Wiktor Pietrowicz, Witek (ur. 22 marca 1891 w Warszawie, zm. prawdopodobnie 1942 w ZSRR) – działacz komunistyczny, od 1930 do 1937 członek KC KPP.

## Życiorys
Syn Jana Karolczyka, uczestnika powstania styczniowego. Po skończeniu trzech klas szkoły powszechnej praktykował w fabryce wyrobów metalowych i emaliowanych, później pracował przy budowie mostu kolejowego, a od 1907 terminował w ślusarstwie. Od 1910 członek SDKPiL, od 1911 członek Zarządu Dzielnicowego SDKPiL na Pradze. Od 1912 służył w armii rosyjskiej, w artylerii. Podczas rewolucji lutowej 1917 został sekretarzem żołnierskiego komitetu baterii, a potem członkiem komitetu brygady. Podczas rewolucji październikowej był członkiem rewolucyjnego komitetu baterii i zastępcą dowódcy baterii. 
Pod koniec sierpnia 1918 powrócił do kraju i został członkiem komitetu robotniczego w warsztatach kolejowych na Bródnie, w których wówczas pracował. Od 11 listopada 1918 do 1 lipca 1919 był delegatem do Warszawskiej Rady Delegatów Robotniczych (WDRD). W grudniu 1918, po połączeniu SDKPiL i PPS-Lewicy, został członkiem Komunistycznej Partii Robotniczej Polski (KPRP); od 1925 Komunistycznej Partii Polski (KPP)). Od maja 1919 w Centralnym Wydziale Kolejowym KC KPRP. Jesienią 1922 na polecenie władz KPRP brał udział w akcji wyborczej do Sejmu w Zagłębiu Dąbrowskim. W 1924 był członkiem Komitetu Dzielnicowego (KD) KPRP, a w latach 1925-1928 Komitetu Warszawskiego KPP. W 1925 był delegatem fabrycznym w Zakładach Przemysłowo-Handlowych Paschalskiego. Od maja 1928 do 1931 działał na Górnym Śląsku. W lipcu 1928 został aresztowany w Królewskiej Hucie wraz z członkami KC KPP Stanisławem Burzyńskim i Antonim Lipskim, w listopadzie zwolniony za kaucją. Następnie działał w Centralnym Wydziale Zawodowym KC KPP w sekcji kolejarzy. W 1929 uczestniczył w VI Plenum Rady Centralnej Czerwonej Międzynarodówki Związków Zawodowych. W tym samym roku został członkiem Sekretariatu KC KPP. W styczniu 1930 na VII Plenum KC KPP został wybrany do KC. W sierpniu 1930 brał udział w V Kongresie Czerwonej Międzynarodówki Związków Zawodowych w Moskwie i równocześnie w V Zjeździe KPP w Peterhofie. W 1931 współorganizował Lewicę Związkową w Warszawie. Od stycznia 1932 przez krótki czas działał w Gdańsku, następnie wyjechał do ZSRR, gdzie był majstrem w zakładach lotniczych w obwodzie moskiewskim. W lipcu 1937 został aresztowany przez NKWD i uwięziony. Zmarł w więzieniu prawdopodobnie w 1942. W 1956 został pośmiertnie zrehabilitowany.